# 岡本勝彦
岡本勝彦（おかもと かつひこ）は、日本人の発明家で、主としてルービックキューブの改造を行っている。2001年以降、31種類のルービックキューブ改造パズルを考案している。

## 主な作品
作品のうちの一部となる。
- フロッピーキューブ - 3×3×1型のキューブ[3]。2006年の世界パズルコンテストでFirst Prize受賞[4]。
- スクランブルキューブ - フロッピーキューブの改良版で、中央のピースがダイヤモンド型になっている。2009年の世界パズルコンテストでPuzzle of the Yearを受賞した「スーパーフロッピーキューブ」を商品化したもの[5]。
- スリムタワー - 2×2×3型のキューブで、岡本の最初の発明
- ボイドキューブ - 中空の3×3×3型のキューブで、レールメカニズムを採用してパーツを動かしている。2007年の世界パズルコンテストでJury Grand Prizeを受賞[6]。
- ベベルキューブ - ヘリコプターキューブと同型だが、岡本が独自に開発している。各面に8つの三角形で構成され、2×2×2のキューブ型となる
- ラッチキューブ - 各辺の回転方向に制約がある3×3×3のキューブ